# Joel Teitelbaum

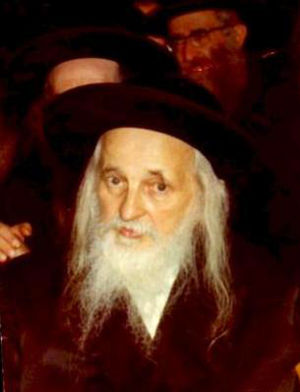
Joel Teitelbaum, 1958

Joel Teitelbaum (Hebreeuws: יואל טייטלבוים), ook wel bekend als Satmar Rov of Reb Yoelish, (Máramarossziget, (Oostenrijk-)Hongarije (het huidige Sighetu Marmaţiei, Roemenië), 1 januari 1887 - Kiryas Joel (New York), 19 augustus 1979) was een Hongaars-Amerikaanse rabbijn die behoorde tot de Satmar-groepering binnen het chassidisch jodendom. Satmar staat bekend om het felle afwijzen van het zionisme. Groot Rabbijn Joel Teitelbaum wordt binnen zijn beweging beschouwd als de voornaamste antizionistische leider die de joodse wereld ooit gekend heeft.
Hij was de voor-vorige Rebbe (leider) van deze chassidische beweging die zo'n 100.000 leden telt. Hij staat algemeen te boek als de Satmar Rebbe of Satmar Rav, ook al behoort die titel nu eigenlijk aan zijn opvolger toe.
In de Joodse wereld wordt zijn naam meestal uitgesproken als Teitelboim; het Jiddisch maakt van de Duitse 'au' een 'oi'-klank.

## Levensloop
Vóór de Shoah (Holocaust) was hij opperrabbijn van de stad Satu Mare die oorspronkelijk in Hongarije lag maar toen net in Roemeense handen over was gegaan. Tijdens de Shoah kon hij na enige tijd in het concentratiekamp Bergen-Belsen te hebben moeten doorbrengen, uitwijken naar Zwitserland. Na de Tweede Wereldoorlog belandde hij in Jeruzalem waar hij enkele jaren verbleef alvorens hij naar New York vertrok. In deze stad begon hij opnieuw met zijn beweging. Eerst in Williamsburg, een wijk van de New Yorkse borough Brooklyn, en daarna ook in het naar hem vernoemde stadje Kiryas Joel in Orange County (New York), waar inmiddels zo'n 13.000 Satmarrer chassidim wonen.
Omdat al zijn zonen tijdens zijn leven kwamen te overlijden werd zijn neef, Groot Rabbijn Moshe Teitelbaum, in 1979 de nieuwe Satmar Rebbe.

## Het Joodse antizionisme
De reden van zijn joodse antizionisme ontleende Teitelbaum en vele andere rabbijnen aan de Talmoed: (Engels)
King Solomon in Song of Songs thrice adjured the "daughters of Jerusalem" not to arouse or bestir the love until it is ready." The Talmud explains that we have been foresworn, by three strong oaths not to ascend to the Holy Land as a group using force, not to rebel against the governments of countries in which we live, and not by our sins, to prolong the coming of moshiach; as is written in Tractate Kesubos 111a .
Teitelbaum en zijn haredi hebben altijd vastgehouden aan deze 'Drie Eden' en zien zichzelf als de heilige rest van het jodendom, tegenover ketterse joden en afgevallen zionisten. Zionisten beschouwen zich volgens hem ten onrechte als een deel van het joodse volk, maar hebben het jodendom enerzijds toegeëigend en genationaliseerd en het van de Thora en God ontdaan. Deze haredi, voor zover ze in Israël wonen, zouden het volgens Teitelbaum minder een probleem moeten vinden om in Eretz Jisrael te moeten leven onder het politieke gezag van bijvoorbeeld Turken of Jordaniërs, dan onder dit ‘joodse’ bestuur van ketters en afvalligen. Politieke macht interesseert deze pacifisten niet en ze weigeren principieel de dienstplicht. Van Sjimon bar Kochba, leider van de Tweede Joodse Opstand (132-136) die door rabbi Akiva (50-135) tot Messias was uitgeroepen maar ten onder ging, hadden de zionisten volgens Teitelbaum moeten leren dat de prijs voor afvalligheid en opstandigheid altijd hoger is dan die van de ballingschap.
De joods-Canadese historicus Yakov M. Rabkin heeft de geschiedenis van antizionistische joden uitgebreid gedocumenteerd. Teitelbaum en andere haredi zien volgens Rabkin de staat Israël en de Shoah geenszins als tegengesteld, maar integendeel als een voortdurend proces: de laatste uitbarsting van de krachten van het kwaad als voorspel tot de verlossing die niet een staat maar alleen God toekomt. "De overtuiging dat de staat Israël misschien slechts weer een schakel is in de keten van verwoesting en geweld die door de Shoah op gang is gebracht, is een frequent motief in het haredi antizionistische denken. Hetzelfde motief, maar dan anders geformuleerd, is eveneens te vinden in de antizionistische literatuur van de liberale joden."
Het bezwaar van de haredi richt zich boven al tegen de goddeloosheid van het zionisme en de poging van religieus-zionisten om zich het voorrecht van de Messias toe te eigenen, omdat dat alleen God toekomt. Vanwege hun splendid isolation lijken ze voor de Israëlische staat geen onoverkomelijk probleem te vormen, al blijft de regeringspolitiek erop gericht ze aan het gezag van de staat te onderwerpen. Hun standpunten blijven intrinsiek opstandig, maar ze worden gedoogd. Wat betreft de scheiding van religie en politiek, zijn hun standpunten betrekkelijk modern en vormen een doorgaande provocatie aan het adres van de 'klerikaal-seculiere' coalities in de Knesset.
Hedendaagse liberale representanten van het joodse antizionisme zijn Marc Ellis en Mark Braverman.

## Boeken
Teitelbaum is de schrijver van het beroemde antizionistische boek Vayoel Moshe waarin hij uitgebreid verklaart waarom in zijn ogen het zionisme absoluut verwerpelijk zou zijn.
Een volledige lijst van werken:
- Vayoel Moshe
- Divrei Yoel
- Al HaGeulah VeAl HaTemurah
- Dibros Kodesh